# 800 balas
800 balas (800 kogels) is een Spaanse komische film uit 2002 onder regie van Álex de la Iglesia. De film is een komisch eerbetoon aan de spaghettiwesterns.
De film werd genomineerd voor vier Goya filmprijzen, maar alleen die voor beste special effects werd gewonnen. Bij de Premio Ondas (Barcelona) won hoofdrolspeler Sancho Gracia de prijs voor beste acteur en bij het Cinespaña filmfestival in Toulouse won Roque Baños de prijs voor de beste filmmuziek. De Engelse titel luidt: 800 Bullets.

## Verhaal
Het Madrileense jongetje Carlos woont bij zijn moeder Laura, samen met haar nieuwe man. De vader van Carlos is overleden en met zijn opa, Julián, heeft hij geen contact omdat het niet met Laura klikt. Zijn opa was vroeger stuntman voor verschillende spaghettiwesterns en verdient nu, samen met andere voormalig acteurs, de kost door shows op te voeren voor toeristen tussen de oude decorstukken. Als Laura en Carlos naar Almería gaan omdat Laura hier een nieuw toeristisch resort wil opzetten loopt Carlos weg en voegt zich bij zijn grootvader. Dit schopt alles in de war in deze groep. Als Laura ontdekt waar Carlos gebleven is besluit ze om wraak te nemen en Julián ook zijn laatste stukje carrière onmogelijk te maken. Julián en de andere acteurs laten het er niet bij zitten en vechten terug op geheel eigen wijze.

## Rolbezetting
- Luis Castro - Carlos Torralba
- Sancho Gracia - Julián Torralba, Carlos' grootvader
- Ángel de Andrés López - Cheyenne
- Carmen Maura - Laura, Carlos' moeder
- Terele Pávez - Rocío, Carlos' grootmoeder
- Gracia Olayo - Juli
- Yoima Valdés - Sandra, het hoertje
- Ramón Barea - Don Mariano, Juliáns baas
- Eusebio Poncela - Scott
- Manuel Tallafé - Manuel
- Enrique Martínez - Arrastrao
- Eduardo Gómez - José María, de gehangene
- Luciano Federico - De doodgraver
- Cesáreo Estébanez - Andrés, de politiechef
- Eduardo Antuña - De taxichauffeur
- Ramón Del Pomar - Clint Eastwood

## Achtergrond
In het zuiden van Spanje, waar deze film zich afspeelt, werden in de jaren zestig en zeventig veel beroemde spaghettiwesterns opgenomen, zoals A Fistful of Dollars, For a Few Dollars More, The Good, the Bad and the Ugly en Once Upon a Time in the West. 800 balas werd deels opgenomen in de Spaanse Tabernaswoestijn waar nog de nodige decorstukken van vroegere spaghettiwesterns voor toeristen te bezichtigen zijn. Voor de eindscène werd geprobeerd om de echte Clint Eastwood, die in menig spaghettiwestern heeft gespeeld, in te huren maar dat is niet gelukt.